# 2008 في اليمن
القائمة التالية تسرد أهم الأحداث التي وقعت خلال عام 2008 في اليمن.

## الأحداث

### فبراير
- 24 فبراير- اليمن يقول انه أحبط محاولة لتفجير خط أنابيب نفطي.

### مارس
- 18 مارس - هجوم بقنبلة على مجمع حكومي جنوب اليمن وجرح خمسة جنود.
- 22 مارس - اليمن يؤكد ضلوع القاعدة في الاعتداء قرب السفارة الأمريكية بصنعاء.
- 32 مارس - فتح وحماس توقعان بصنعاء وثيقة المبادرة اليمنية.

### أبريل
- 2 أبريل - تجدد الاضطرابات بجنوب اليمن والسلطات تعزز من الوجود العسكري.
- 7 أبريل - اليمن يعلن تبني القاعدة مهاجمة مجمع سكني للأجانب.
- 18 أبريل - مصرع برلماني من الحزب الحاكم في هجوم بشمال اليمن.
- 30 أبريل - انفجار قوي قرب السفارة الإيطالية في حي إداري بالعاصمة اليمنية والقاعدة تدعو أنصارها للسيطرة على المنافذ البحرية في اليمن.

### مايو
- 5 مايو - حكومة اليمن والحوثيون يتبادلان التهديد بالتصعيد بعد معارك قتلت 19 شخصًا في نزاع صعدة.
- 30 مايو - مقتل 8 بهجوم مسلح على المصلين داخل مسجد للشيعة في شمالي اليمن.

### أغسطس
- 12 أغسطس - اليمن يعلن مقتل قيادي بارز في تنظيم القاعدة باشتباكات حضرموت كان يعد لتنفيذ هجمات مفخخة داخل اليمن وخارجها.

### سبتمبر
- 17 سبتمبر - مصرع 16 مواطن يمني في هجوم بسيارة مفخخة على السفارة الأمريكية بالعاصمة صنعاء.

### أكتوبر
- 7 أكتوبر - إسرائيل تنفي إعلان اليمن توقيف خلية إرهابية ترتبط باستخباراتها.